# دانيال مارسي
دانيال مارسي (بالإنجليزية: Daniel Marcy)‏ هو سياسي أمريكي، ولد في 7 نوفمبر 1809 في الولايات المتحدة، وتوفي بنفس المكان في 3 نوفمبر 1893. حزبياً، نشط في الحزب الديمقراطي. انتخب عضو مجلس ولاية نيوهامبشير وانتخب عضو مجلس النواب الأمريكي.